# Airbus A310 MRTT
Airbus A310 MRTT (Multi Role Tanker Transport — «многоцелевой дозаправщик») является самолётом-заправщиком, построенным на базе Airbus A310. До разработки этой модификации A310 использовался исключительно как транспортный самолёт.

## Проектирование и разработка
Airbus A310 MRTT является военным вариантом самолёта Airbus A310. Он разрабатывался как дозаправщик и военно-транспортный самолёт.
Переоборудование производится производителем, EADS/Airbus. В число доработок входят:
- Установка двух узлов дозаправки в воздухе, под одному под каждым крылом
- Четыре дополнительных топливных бака (плюс 28000 кг топлива), доводящих общий запас топлива до 78000 кг
- Пост оператора дозаправки для управления процессом отдачи топлива, камеры наружного обзора, военные радиостанции, внешние осветительные приборы. Для MRTT была разработана система ночного видеонаблюдения за процессом сближения и дозаправки. Система, разработанная немецкой компанией FTI, работает как в видимом свете, так и в инфракрасном. Система, получившая обозначение Refuelling Monitor, была установлена в 2008 г.
- Усиленное крыло и пол
- Незначительная переработка кабины пилотов

Доработки и проектирование систем были произведены испанской компанией ITD SA.
Первым получателем модификации стала Luftwaffe, заказавшей переделку четырёх из семи своих самолётов A310. Канадские ВВС заказали переоборудование двух из пяти своих A310, имеющих обозначение CC-150 Polaris.
В настоящее время A310 MRTT используют схему дозаправки «шланг-конус», однако EADS вложили 90 миллионов долларов в исследование и разработку штанговой системы дозаправки, используемой ВВС США.
Поскольку модель A310 уже снята с производства, он строится на базе гражданских самолётов или машин A310, уже использующихся в ВВС (такой вариант предпочли ВВС Германии и Канады). В качестве танкера самолёт может нести приблизительно тот же объём топлива, что и KC-135R. Кабина большего размера обеспечивает большую универсальность, предлагая больший объём грузового отсека для перевозки грузов, войск, командования или других пассажиров и груза. Единственным препятствием, не позволяющим самолёту считаться стратегическим заправщиком, является неспособность садиться на грунтовые полосы. Airbus планирует продавать эту модификацию странам, которые планируют заменить устаревшие заправщики на базе Boeing 707.
Впервые в военной операции самолёт использовался 4 февраля 2009 г., когда с него была произведена дозаправка трёх немецких истребителей Eurofighter Typhoon во время перелёта из Ростока на авиабазу в Индии.
ВВС Пакистана также заказали Airbus A310 MRTT

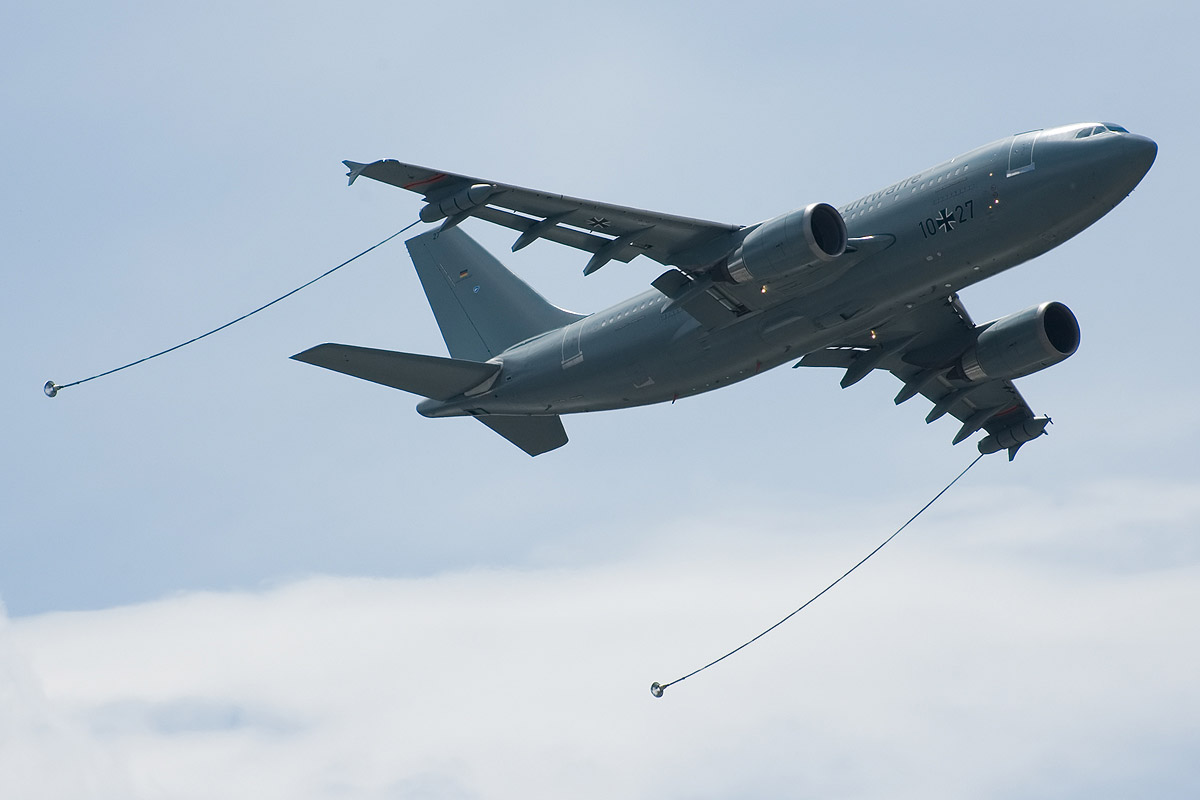
Airbus A310 MRTT Luftwaffe готов к дозаправке. Авиасалон в Ле-Бурже, 2007 г
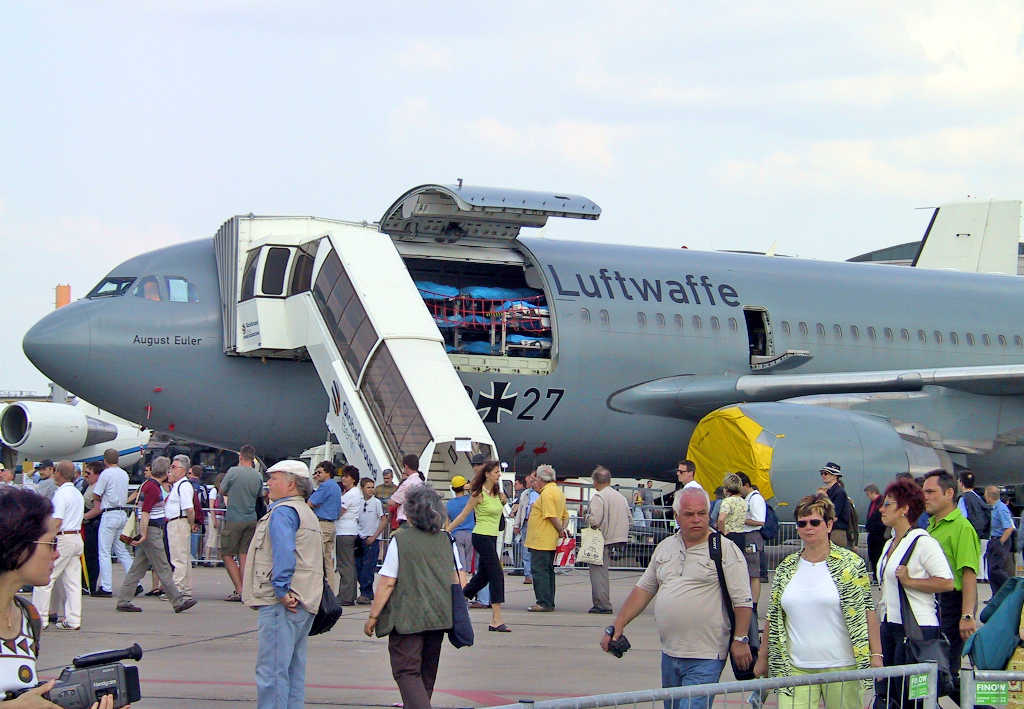
A310 MRTT Август Эйлер Luftwaffe
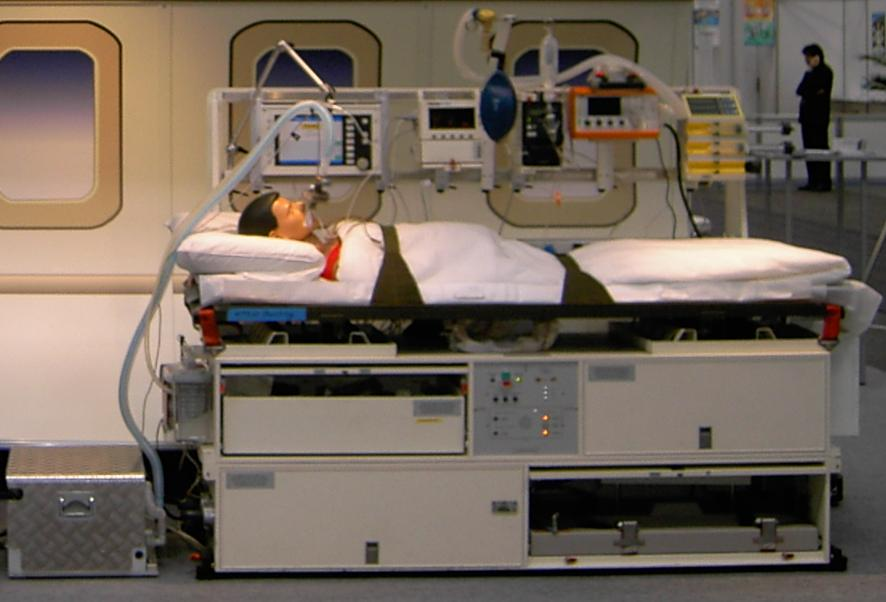
Санитарный самолёт
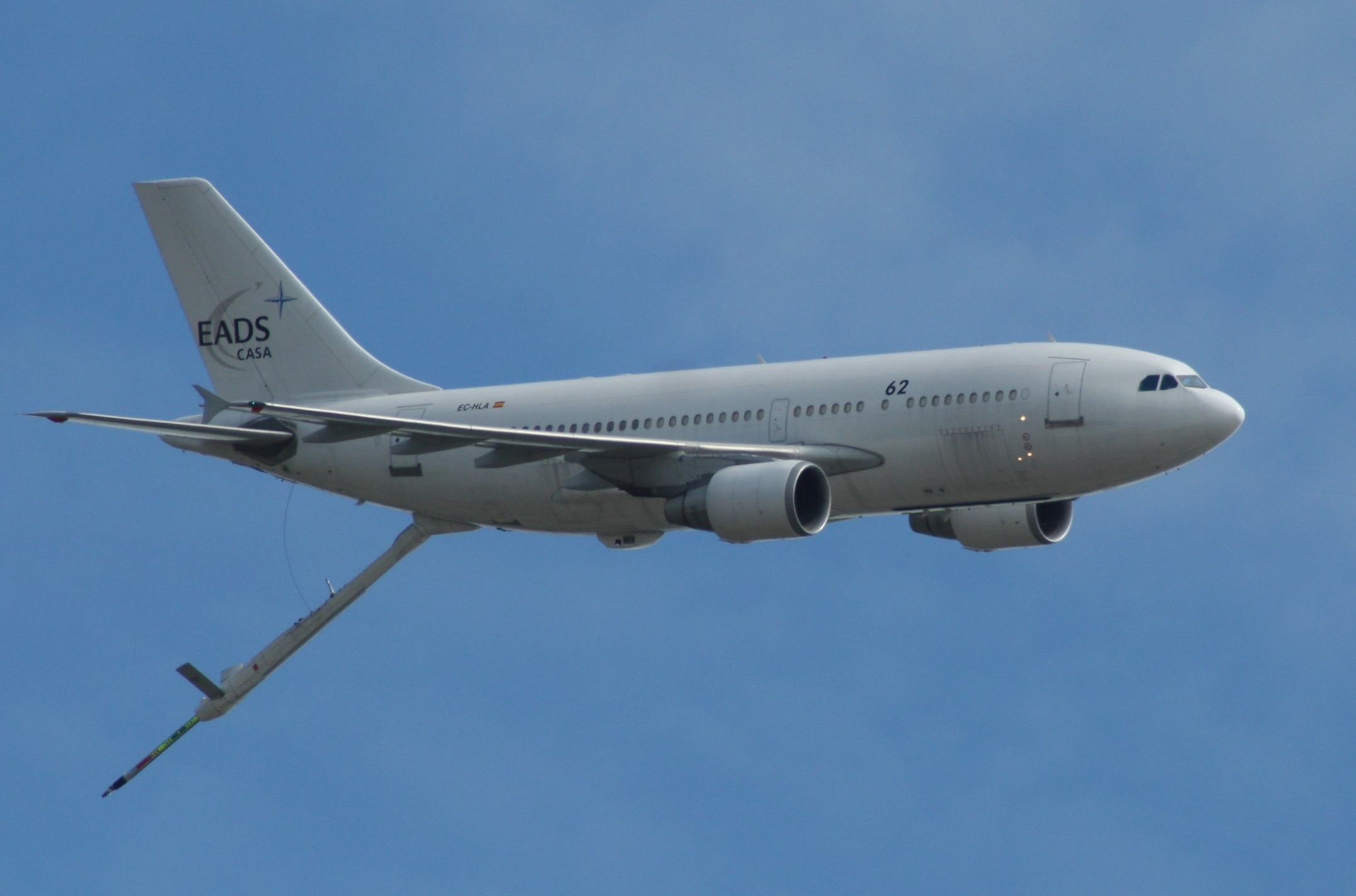
Демонстратор A310 MRTT, 2008 г.

## Технические характеристики
Источник airforce-technology.com Jane’s Aircraft Recognition Guide 5th ed.
Основные характеристики
- Экипаж: 3 или 4 (2 пилота, бортинженер, оператор дозаправки)
- Пассажиры: 214 пассажиров
- Полезная нагрузка: топливо на отдачу / полезная нагрузка (28000 кг/36000 кг)
- Длина: 47,4 м ()
- Размах крыла: 43,9 м ()
- Высота: 15,8 м ()
- Масса пустого: 114 тонн ()
- Максимальная взлётная масса: 164 тонны ()
- Двигательная установка: 2× General Electric CF6-80C2 , 262 кН () каждый

 Лётные характеристики 
- Максимальная скорость: 978 км/ч
- Практическая дальность: 8889 км ()

## Похожие самолёты
- KC-135 Stratotanker
- Boeing KC-767